# ABC Champions Cup 2001
La ABC Champions Cup 2001, conosciuta per ragioni di sponsorizzazione anche come la ABC Nescafé Cup 2001, è stata la dodicesima edizione della massima competizione continentale per club di basket dell'Asia organizzata dalla FIBA Asia, la FIBA Asia Champions Cup, allora conosciuta con il nome di ABC Champions Cup. Il torneo, a cui hanno preso parte 11 squadre provenienti da altrettante nazioni, si è svolto negli Emirati Arabi Uniti dal 1 all'8 Giugno 2001, presso l'Al-Ahli Indoor Sports Hall di Dubai dove si sono giocate tutte le partite.

## Squadre qualificate
|  | Squadra nazione ospitante |
|  | Campioni in carica        |

| Squadre partecipanti al torneo | Squadre partecipanti al torneo | Squadre partecipanti al torneo | Squadre partecipanti al torneo | Squadre partecipanti al torneo |
| Asia Occidentale (3)           | Golfo Persico (5)              | Asia Centrale (0)              | Sud-Est asiatico (2)           | Asia Orientale (1)             |
| ------------------------------ | ------------------------------ | ------------------------------ | ------------------------------ | ------------------------------ |
| Sagesse Beirut                 | Shabab Al-Ahli                 |                                | Stapac Jakarta                 | Winling Basket                 |
| Al Wahda Damasco               | Al-Rayyan Doha                 |                                | Petronas                       |                                |
| Zob Ahan Esfahan               | Al-Ittihad Gedda               |                                |                                |                                |
|                                | Al Manama                      |                                |                                |                                |
|                                | Al-Qadisiya                    |                                |                                |                                |

## Fase a girone
Tutte le partite sono state giocate secondo l'orario locale (UTC+4)
|  | Qualificata alle Final 4 |
|  | Finale 5º-6º posto       |
|  | Finale 7º-8º posto       |
|  | Finale 9º-10º posto      |

### Gruppo A
| Squadra          | Par. | V | S | PF  | PS  | DF  | Pun. | Tie-break |
| ---------------- | ---- | - | - | --- | --- | --- | ---- | --------- |
| Al-Rayyan Doha   | 4    | 3 | 1 | 353 | 323 | +30 | 7    | 1–0       |
| Al Wahda Damasco | 4    | 3 | 1 | 383 | 345 | +38 | 7    | 0–1       |
| Sagesse Beirut   | 4    | 2 | 2 | 341 | 340 | +1  | 6    | 1–0       |
| Stapac Jakarta   | 4    | 2 | 2 | 382 | 359 | +23 | 6    | 0–1       |
| Al-Qadisiya      | 4    | 0 | 4 | 316 | 408 | −92 | 4    |           |

### Gruppo B
| Squadra          | Par. | V | S | PF  | PS  | DF  | Pun. | Tie-break |
| ---------------- | ---- | - | - | --- | --- | --- | ---- | --------- |
| Al-Ittihad Gedda | 5    | 5 | 0 | 452 | 397 | +55 | 10   |           |
| Winling Basket   | 5    | 3 | 2 | 428 | 444 | −16 | 8    | 1–0       |
| Shabab Al-Ahli   | 5    | 3 | 2 | 361 | 343 | +18 | 8    | 0–1       |
| Al Manama        | 5    | 2 | 3 | 418 | 416 | +2  | 7    | 1–0       |
| Zob Ahan Esfahan | 5    | 2 | 3 | 416 | 395 | +21 | 7    | 0–1       |
| Petronas         | 5    | 0 | 5 | 333 | 413 | −80 | 5    |           |

## Fase Finale

### Final Four
|  | Semifinali 7 Giugno | Semifinali 7 Giugno | Semifinali 7 Giugno |                |                       | Finale 8 Giugno          | Finale 8 Giugno          | Finale 8 Giugno          |  |
|  |                     |                     |                     |                |                       |                          |                          |                          |  |
|  | Al-Ittihad Gedda    | Al-Ittihad Gedda    | 111                 |                |                       |                          |                          |                          |  |
|  | Al-Ittihad Gedda    | Al-Ittihad Gedda    | 111                 |                |                       |                          |                          |                          |  |
|  | Al Wahda Damasco    | Al Wahda Damasco    | 94                  |                |                       |                          |                          |                          |  |
|  | Al Wahda Damasco    | Al Wahda Damasco    | 94                  |                | Al-Ittihad Gedda (OT) | Al-Ittihad Gedda (OT)    | 103                      |                          |  |
|  |                     |                     |                     |                | Al-Ittihad Gedda (OT) | Al-Ittihad Gedda (OT)    | 103                      |                          |  |
|  |                     |                     | Al-Rayyan Doha      | Al-Rayyan Doha | 101                   |                          |                          |                          |  |
|  | Al-Rayyan Doha      | Al-Rayyan Doha      | Al-Rayyan Doha      | Al-Rayyan Doha | 101                   | 89                       |                          |                          |  |
|  | Al-Rayyan Doha      | Al-Rayyan Doha      |                     |                |                       | 89                       |                          |                          |  |
|  | Winling Basket      | Winling Basket      | 68                  |                |                       | Finale 3º posto 8 Giugno | Finale 3º posto 8 Giugno | Finale 3º posto 8 Giugno |  |
|  | Winling Basket      | Winling Basket      | 68                  |                |                       |                          |                          |                          |  |
|  |                     |                     |                     |                |                       |                          |                          |                          |  |
|  |                     |                     |                     |                |                       | Al Wahda Damasco         | Al Wahda Damasco         | 93                       |  |
|  |                     |                     |                     |                |                       | Al Wahda Damasco         | Al Wahda Damasco         | 93                       |  |
|  |                     |                     |                     |                |                       | Winling Basket           | Winling Basket           | 79                       |  |

### Finale 9º-10º posto
| Dubai 7 giugno 2001, ore 10:00 UTC+4 Finale 9º-10º posto | Zob Ahan Esfahan | 97 – 86 referto | Al-Qadisiya | Al-Ahli Indoor Sports Hall |

### Finale 7º-8º posto
| Dubai 7 giugno 2001, ore 12:30 UTC+4 Finale 7º-8º posto | Stapac Jakarta | 95 – 62 referto | Al Manama | Al-Ahli Indoor Sports Hall |

### Finale 5º-6º posto
| Dubai 8 giugno 2001, ore 15:00 UTC+4 Finale 5º-6º posto | Sagesse Beirut | 66 – 77 referto | Shabab Al-Ahli | Al-Ahli Indoor Sports Hall |

### Finale Terzo posto
| Dubai 8 giugno 2001, ore 18:00 UTC+4 Finale Terzo posto | Al Wahda Damasco | 93 – 79 referto | Winling Basket | Al-Ahli Indoor Sports Hall |
| \| \| \| \| \| Pitts 31 \| Punti \| \|                  |                  |                 |                |                            |
|                                                         |                  |                 |                |                            |
| Pitts 31                                                | Punti            |                 |                |                            |

### Finale
| Dubai 8 giugno 2001, ore 21:00 UTC+4 Finale | Al-Ittihad Gedda | 103 – 101 (d.1t.s.) (26-29,47-57,77-76,94-94) referto | Al-Rayyan Doha | Al-Ahli Indoor Sports Hall |
| \| \| \| \| \| Rhodes 33 Vaysanauskas 20 Al Muwalid 20 \| Punti \| 23 Ismail 20 Carleitsen 10 Zaidan \| \| Rhodes 5 \| Assist \| \| \| Rhodes 9 \| Rimbalzi \| \| |                  |                                                       |                |                            |
| |                  |                                                       |                |                            |
| Rhodes 33 Vaysanauskas 20 Al Muwalid 20 | Punti            | 23 Ismail 20 Carleitsen 10 Zaidan                     |                |                            |
| Rhodes 5 | Assist           |                                                       |                |                            |
| Rhodes 9 | Rimbalzi         |                                                       |                |                            |

| ABC Champions Cup 2001     |
| -------------------------- |
| Al-Ittihad Gedda 1º Titolo |

## Classifica finale
| Posizione | Squadra          | Record |
| --------- | ---------------- | ------ |
|           | Al-Ittihad Gedda | 7–0    |
|           | Al-Rayyan Doha   | 4–2    |
|           | Al Wahda Damasco | 4–2    |
| 4°        | Winling Basket   | 3–4    |
| 5°        | Shabab Al-Ahli   | 4–2    |
| 6°        | Sagesse Beirut   | 2–3    |
| 7°        | Stapac Jakarta   | 3–2    |
| 8°        | Al Manama        | 2–4    |
| 9°        | Zob Ahan Esfahan | 3–3    |
| 10°       | Al-Qadisiya      | 0–5    |
| 11°       | Petronas         | 0–5    |

## Premi

### Riconoscimenti individuali
| Riconoscimento                            | Giocatore               | Squadra          | Note  |
| ----------------------------------------- | ----------------------- | ---------------- | ----- |
| ABC Champions Cup MVP                     | Johnny Rhodes           | Al-Ittihad Gedda | [ 1 ] |
| ABC Champions Cup Best Impact Player      | Donatas Slanina         | Shabab Al-Ahli   | [ 1 ] |
| ABC Champions Cup Best Defensive Player   | Grygorin                | Shabab Al-Ahli   | [ 1 ] |
| ABC Champions Cup Best Sixth Man          | Mohammed Yousuf Mohamed | Al-Rayyan Doha   | [ 1 ] |
| ABC Champions Cup Highest Scorer          | Andre Pitts             | Al Wahda Damasco | [ 1 ] |
| ABC Champions Cup Best Rebounder          | Eddie Washington        | Stapac Jakarta   | [ 1 ] |
| ABC Champions Cup Top Three Point Shooter | Darren Paul Henrie      | Winling Basket   | [ 1 ] |
| ABC Champions Cup Best Sportsmanship      | Assane N'Diaye          | Sagesse Beirut   | [ 1 ] |
| ABC Champions Cup Most Valuable Coach     | Abdul Hameed Ibrahim    | Al-Ittihad Gedda | [ 1 ] |

### Riconoscimenti squadra
| Riconoscimento                        | Squadra          | Note  |
| ------------------------------------- | ---------------- | ----- |
| ABC Champions Cup Highest Scorer Team | Al Wahda Damasco | [ 1 ] |
| ABC Champions Cup Fair Play           | Shabab Al-Ahli   | [ 1 ] |